# Lozorno
Lozorno és un poble i municipi d'Eslovàquia que es troba a la regió de Bratislava, a l'extrem occidental del país, prop de la frontera amb Àustria.

## Història
La primera menció escrita de la vila es remunta al 1589.

## Demografia
| Godina             | 1994 | 2004    | 2014   | 2024   |
| ------------------ | ---- | ------- | ------ | ------ |
| Nombre de persones | 2545 | 2805    | 2960   | 3158   |
| Diferència         |      | +10,21% | +5,52% | +6,68% |

| Godina             | 2023 | 2024   |
| ------------------ | ---- | ------ |
| Nombre de persones | 3174 | 3158   |
| Diferència         |      | −0,50% |

## Persones il·lustres
- Anton Tkáč (1951-2022): ciclista txecoslovac, d'origen eslovac.